# Cannobio
Cannobio är en ort och kommun i provinsen Verbano Cusio Ossola i regionen Piemonte i Italien. Kommunen hade 5 120 invånare (2018).